# Brunia monogyna
Brunia monogyna är en tvåhjärtbladig växtart som först beskrevs av Vahl, och fick sitt nu gällande namn av Class.-bockh. och E.G.H.Oliv. Brunia monogyna ingår i släktet Brunia och familjen Bruniaceae. Inga underarter finns listade.